# Кита-ку (Кобе)
Кита-ку（яп. 北区, Северный район) — один из девяти административных районов, составляющих город Кобе. Находится в северо-восточной части города, и тянется от северной до западной стороны горы Рокко. Цветы района — ландыш и хризантема.

## Общие сведения
Кита-ку занимает около 43 % площади Кобе, но по большей части его территория состоит из сельской местности и леса, поэтому плотность населения здесь самая низкая среди всех районов Кобе.
Из-за того, что вместимость центральных районов города Кобе практически достигла предела, территории за горой Рокко были объединены и присоединены к району Хёго-ку, а позднее, первого августа 1973 года, в связи с ростом населения преобразованы в отдельный район. На момент отделения население составляло 116 739 человек, но развитие спальных микрорайонов вдоль линии Кобе Дэнтэцу и постоянное увеличение населения в районе Кита-ку в течение многих лет привели к тому, что нынешнее население увеличилось в 1,8 раза по сравнению с 1973 годом. Сейчас район Кита-ку является вторым по ввеличине населения после Ниси-ку.

## История района
- 1 августа 1973 — район Кита-ку образован на территории деревни Ямада бывшего уезда Муко и на территории бывших уездов Арима и Мино.
- Ноябрь 1986 — по результатам голосования жителей было решено, что ландыш и хризантема будут цветами района.
- 1 ноября 1946 — На месте бывшего Таруми-тё, учреждается район Таруми-ку.
- Январь 1995 — произошло Великое землетрясение Хансин-Авадзи. (В Кита-ку число погибших: 12 человек; 3 357 домов были разрушены.)
- Апрель 2003 — построена придорожная станция (зона отдыха, расположенная вдоль автострады и зарегистрированная муниципальной корпорацией) Ого, которая стала первой придорожной станцией в городах, определённых указами правительства.[1].

## Арима Онсэн
Арима Онсэн — горячий источник, расположенный в Кита-ку (префектура Хёго город Кобе). Это один из трёх самых старых горячих источников в Японии. Арима Онсэн также внесен в список философа Хаяси Радзана «три самых красивых горячих источника», также о нем написано в «Записках у изголовья» Сэй Сёнагон. В эпоху Эдо он занимал первое место в рейтинге горячих источников. Он расположен рядом с национальным парком Сето-Найкай.

## Земледелие
Местность Ниро в микрорайоне Арино известна выращиванием клубники, а в районе Хата-Ого выращивают цветы, фрукты и рис для производства сакэ, который используют на заводе Нада Гого (один из известнейших регионов производства сакэ в Японии).